# Windmotor Stroobos
De Windmotor Stroobos is een windmotor nabij het Friese tweelingdorp Gerkesklooster-Stroobos, in de Nederlandse gemeente Achtkarspelen.

## Beschrijving
De Windmotor Stroobos was een maalvaardige Amerikaanse windmotor met 30 bladen van het type Hercules. Hij staat ongeveer 700 meter ten noordoosten van Stroobos aan de Oude Vaart. De windmotor werd in 1923 gebouwd voor de bemaling van de polder De Twee Provinciën. 
De windmotor is door Wetterskip Fryslân overgedragen aan de Stichting Waterschapserfgoed. De molen is een rijksmonument en is na een grondige restauratie in 2011 is de windmotor weer geheel maalvaardig. Door het Wetterskip Fryslân is een molenaar aangesteld.